# 霍尼韋爾UOP
霍尼韋爾UOP（英語：Honeywell UOP），前身為UOP有限責任公司（UOP LLC）或萬國油品（Universal Oil Products），是一家為石油煉製、天然氣處理、石化生產和主要製造業開發和提供技術的跨國公司。該公司的歷史可以追溯到1914年，當時革命性的Dubbs熱裂解製程為當今的現代煉油行業奠定了技術基礎。在隨後的幾十年中，UOP工程師獲得了數千項專利，從而在化工程序技術、收費諮詢以及設備設計方面取得了重要進展。